# Фельберт
Фельберт (нем. Velbert) — город в Германии, в земле Северный Рейн-Вестфалия.
Подчинён административному округу Дюссельдорф. Входит в состав района Меттман. Население составляет 82,5 тыс. человек (2023). Занимает площадь 74,9 км². Официальный код — 05 1 58 032.

## География

### Географическое положение
Фельберт расположен на возвышенностях Бергишес-Ланд и его также называют сердцем Нидербергишес-Ланд. Он расположен на высоте около 248 метров (ратуша) над уровнем моря. Самая высокая точка: 303 метра (гора Гроссер Феттенберг), самая низкая точка (в пойме реки Дайльбах на границе с Эссеном в Лангенберге) 70,6 м над уровнем моря. Соседними городами Фельберта являются независимые города Эссен и Вупперталь, а также Хаттинген (Эннепе-Рур), Хайлигенхаус и Вюльфрат (оба в районе Меттман).
Город подразделяется на 3 городских района. В районе Фельберт-Невигес находится один из крупных паломнических центров Германии — Собор Девы Марии с чудотворным образом Богородицы.

## Фотографии

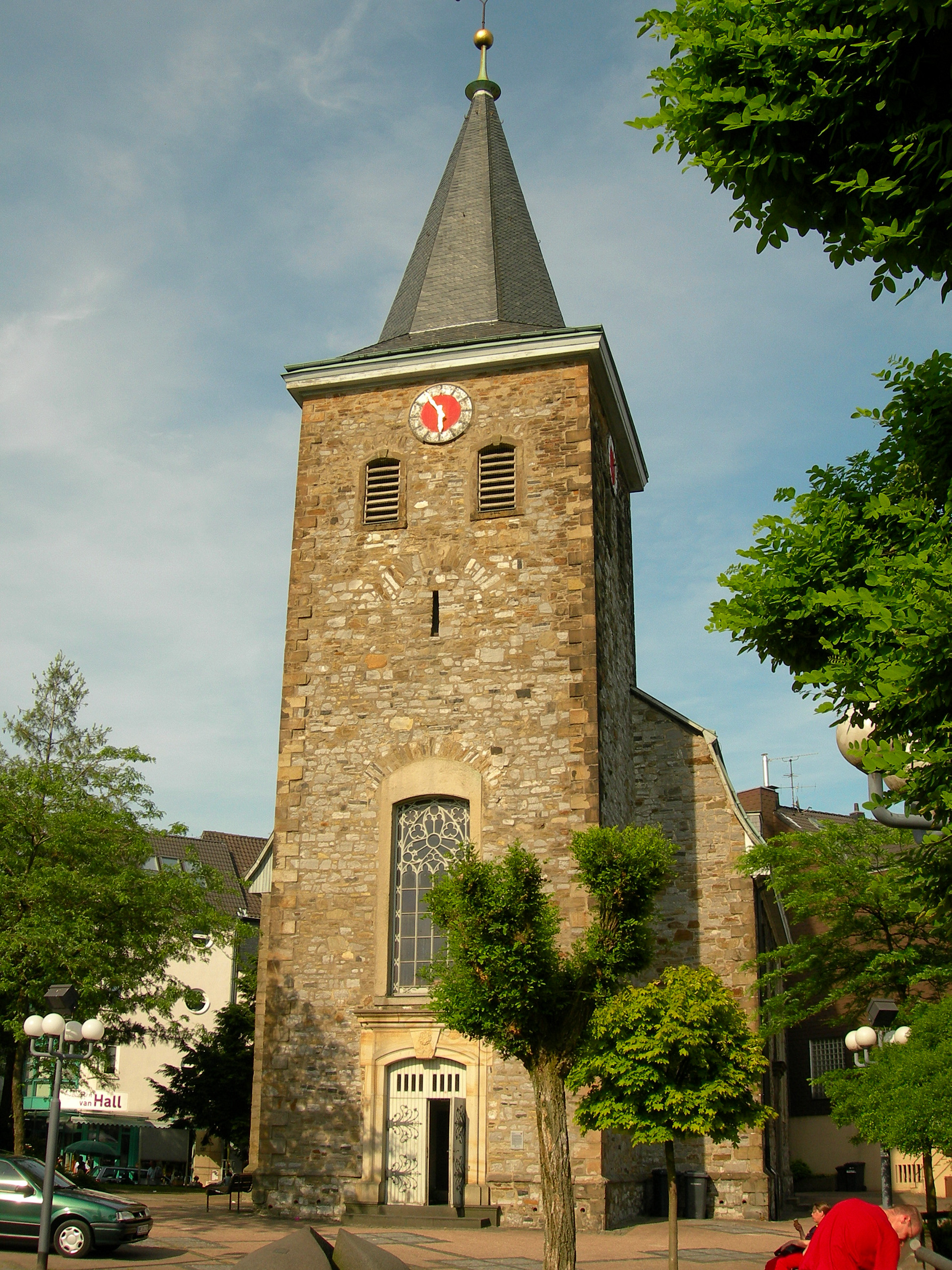
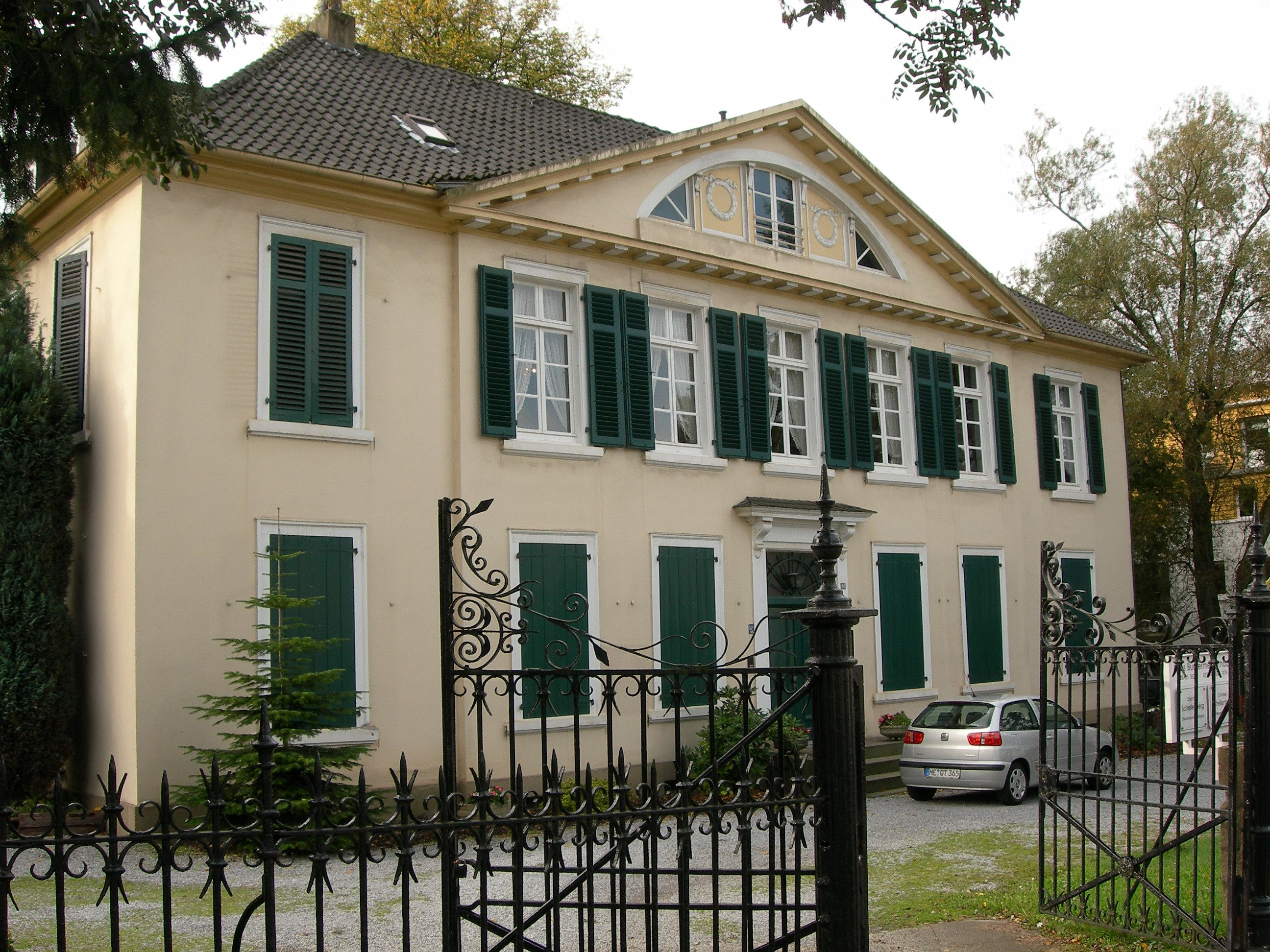
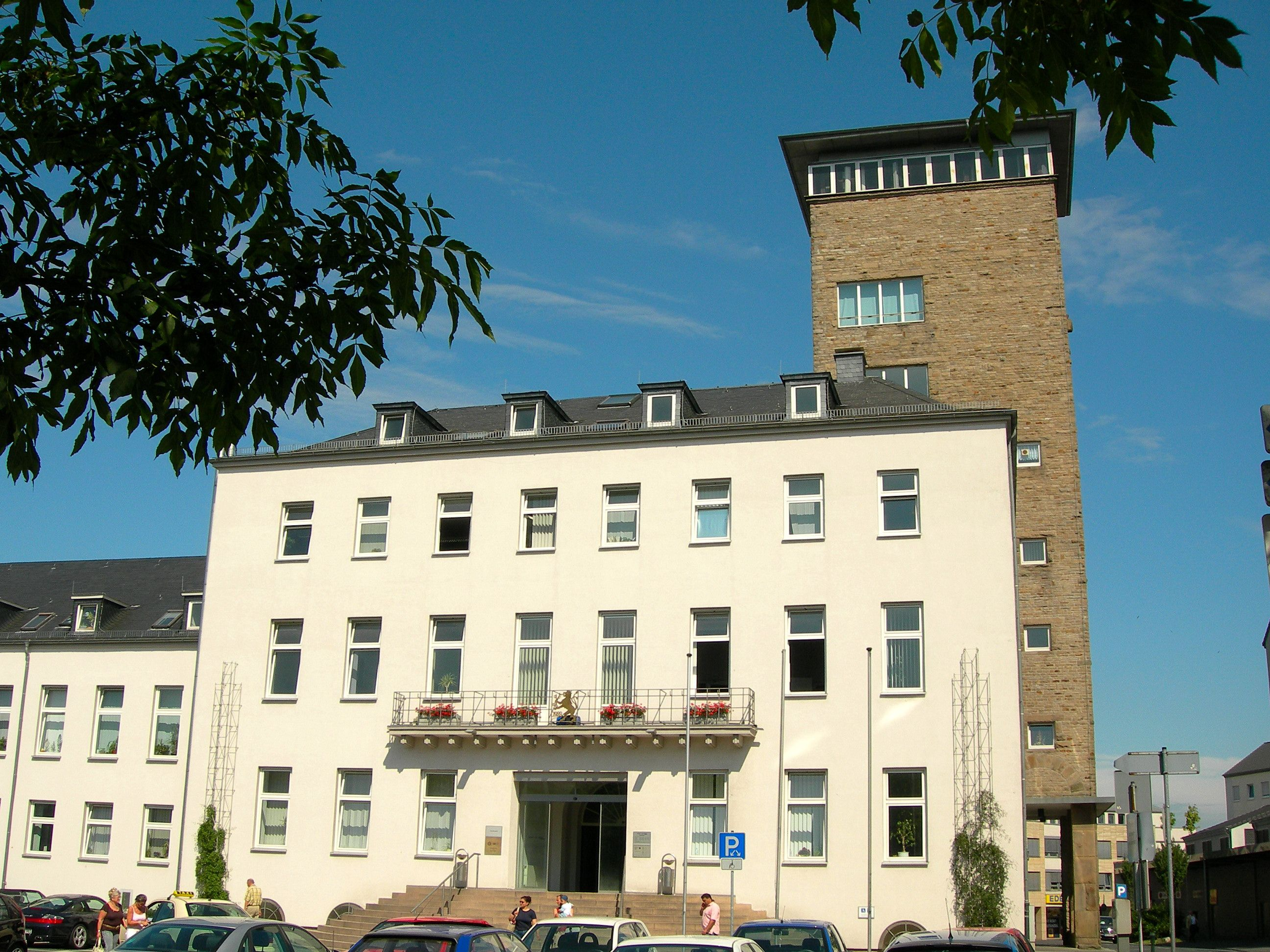
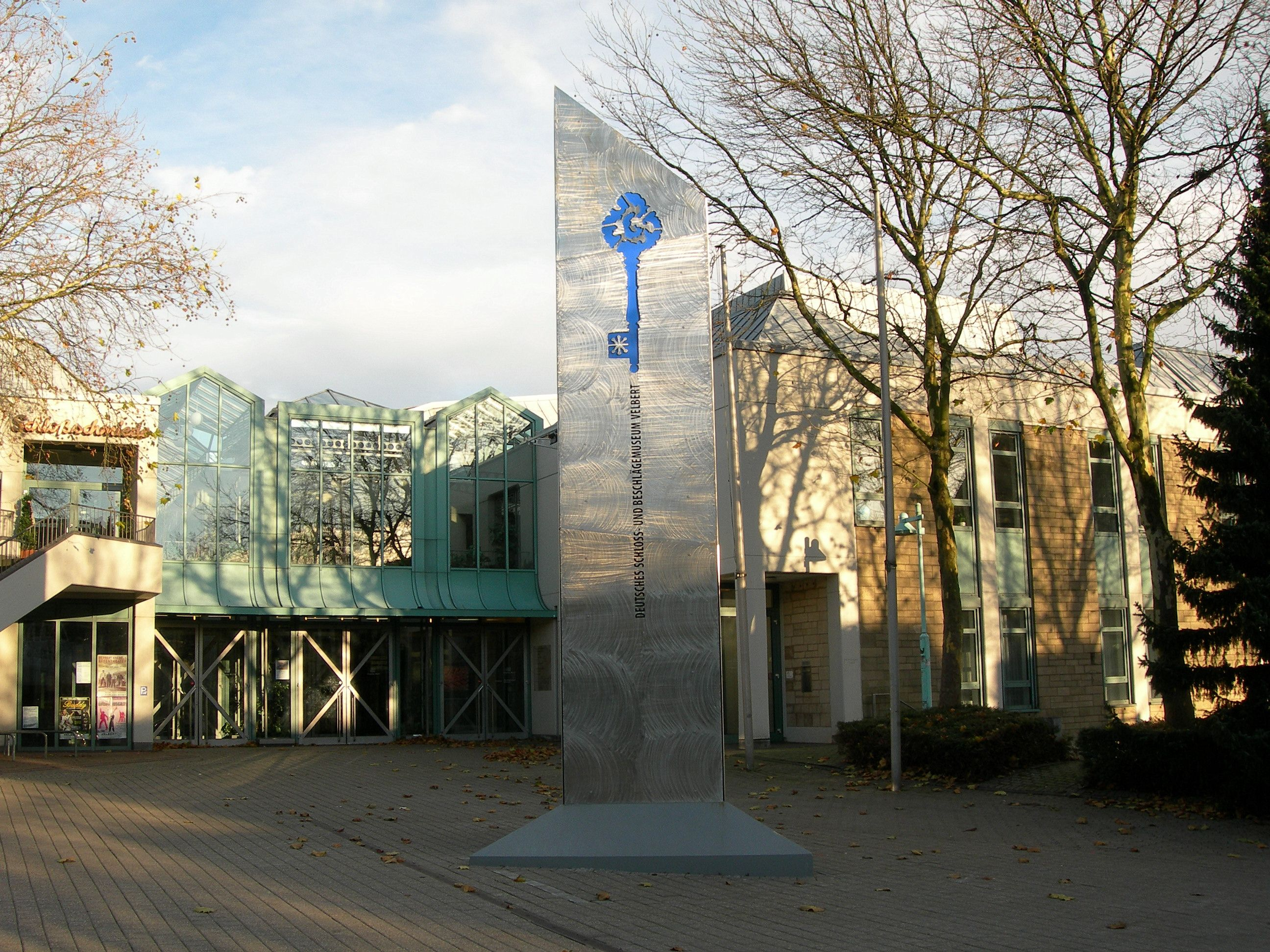
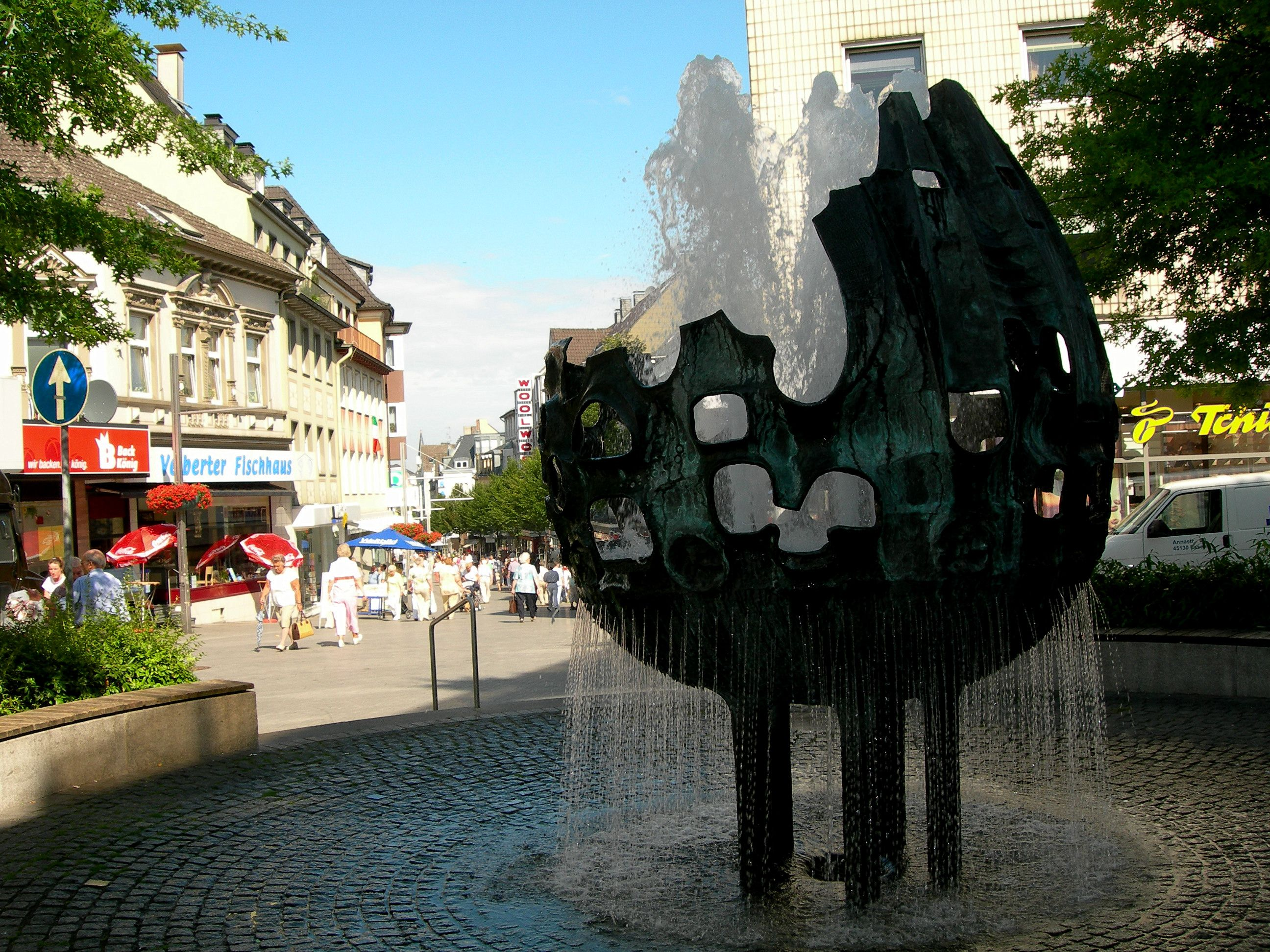
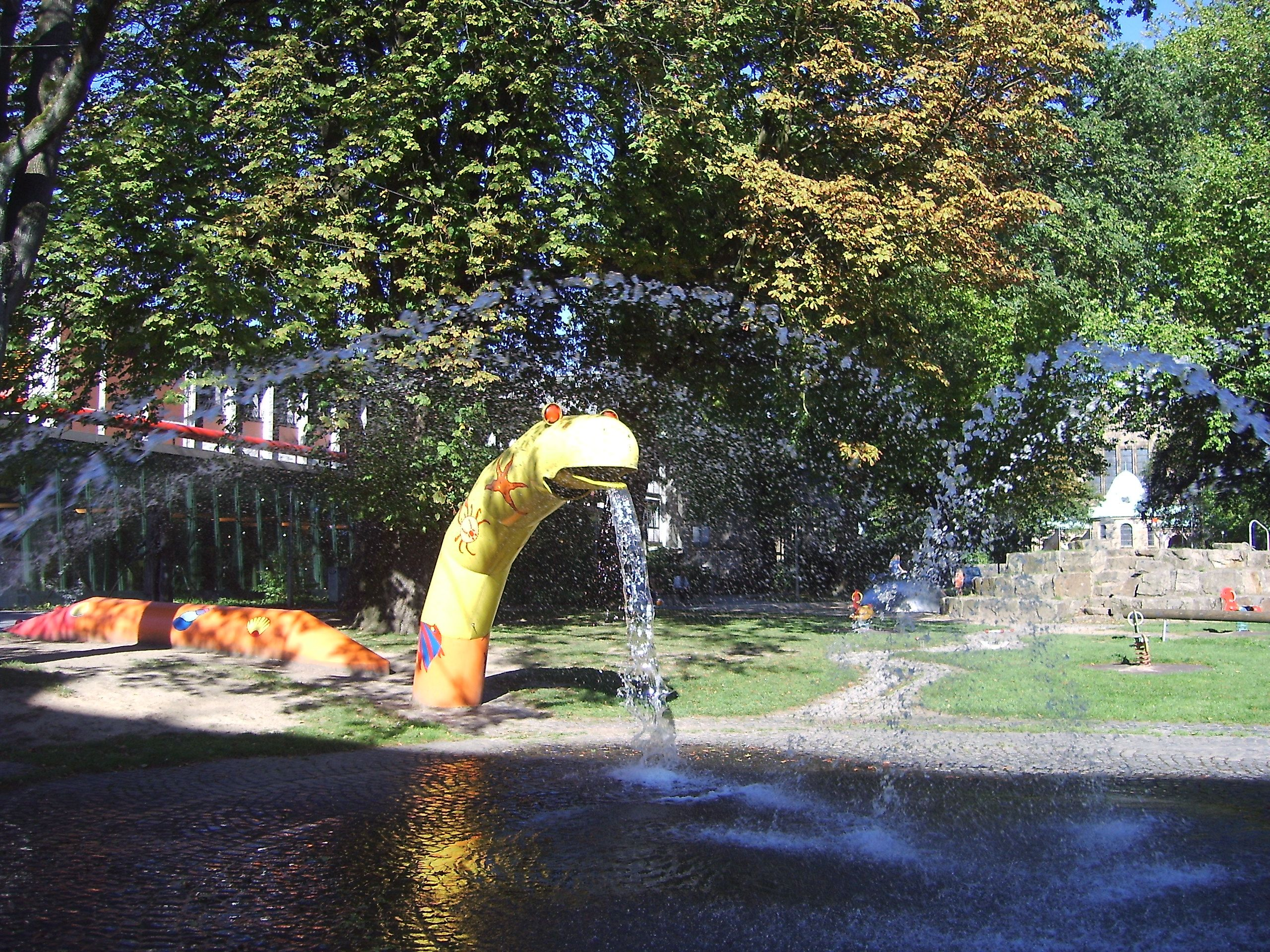
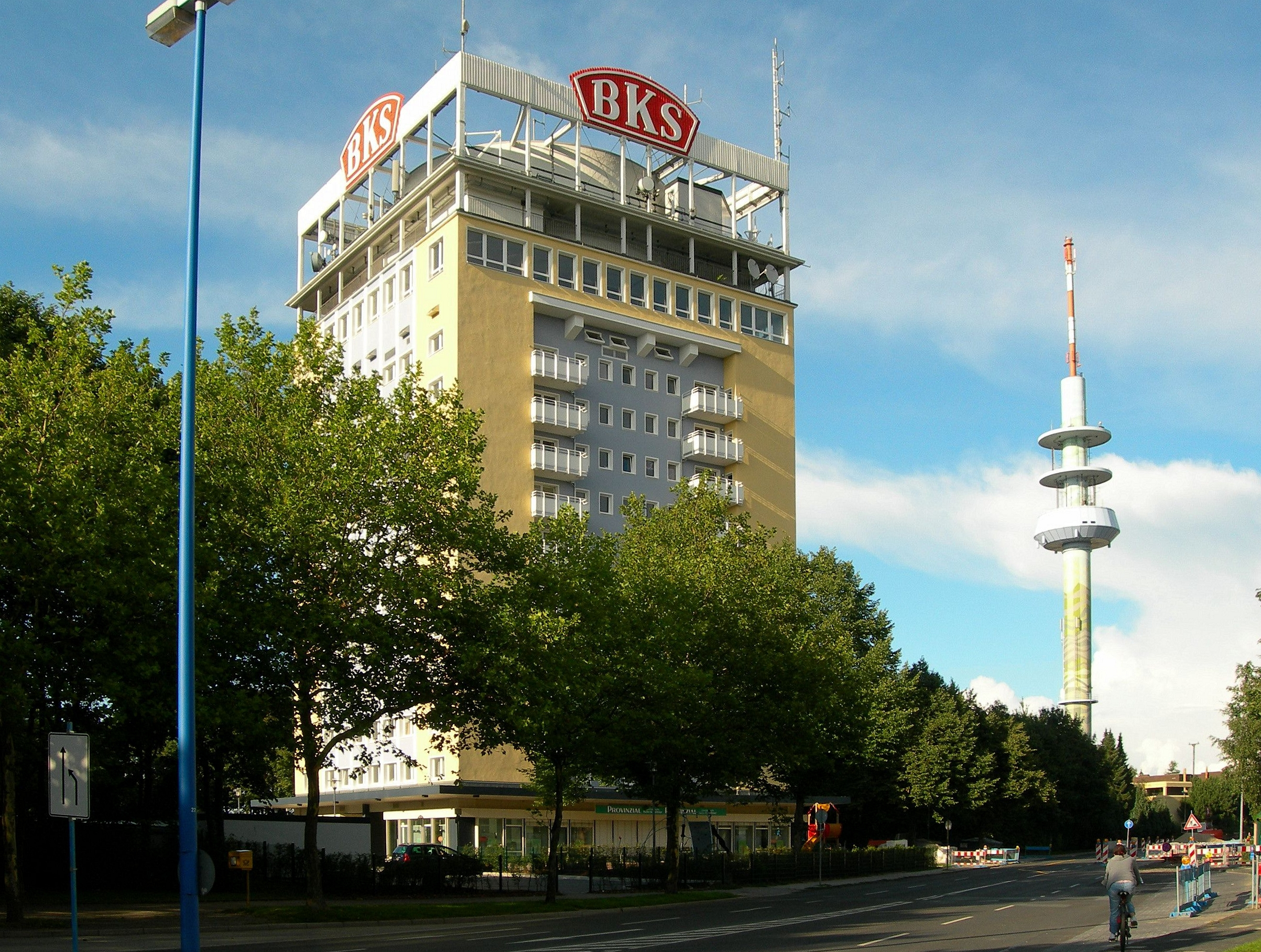
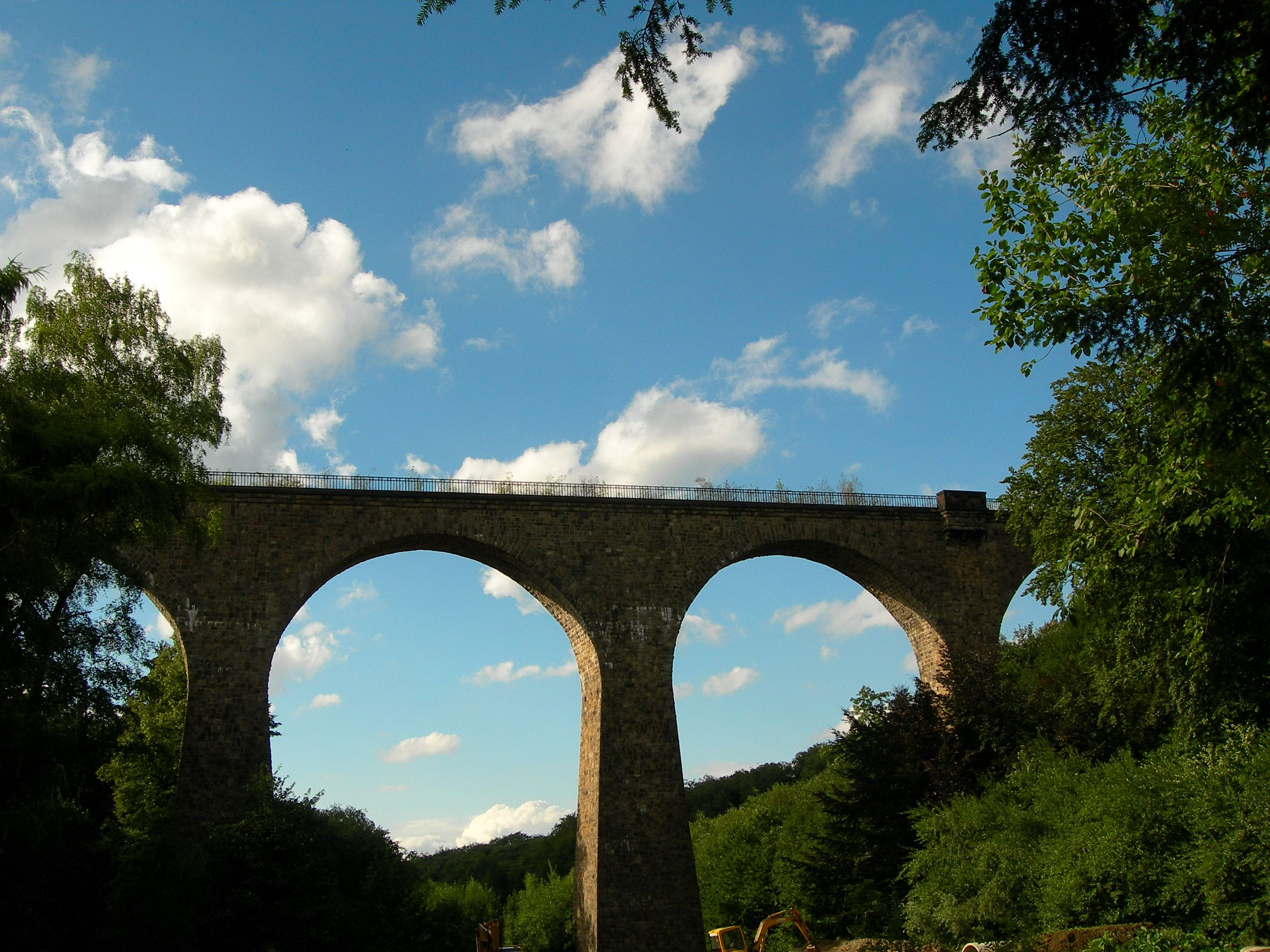
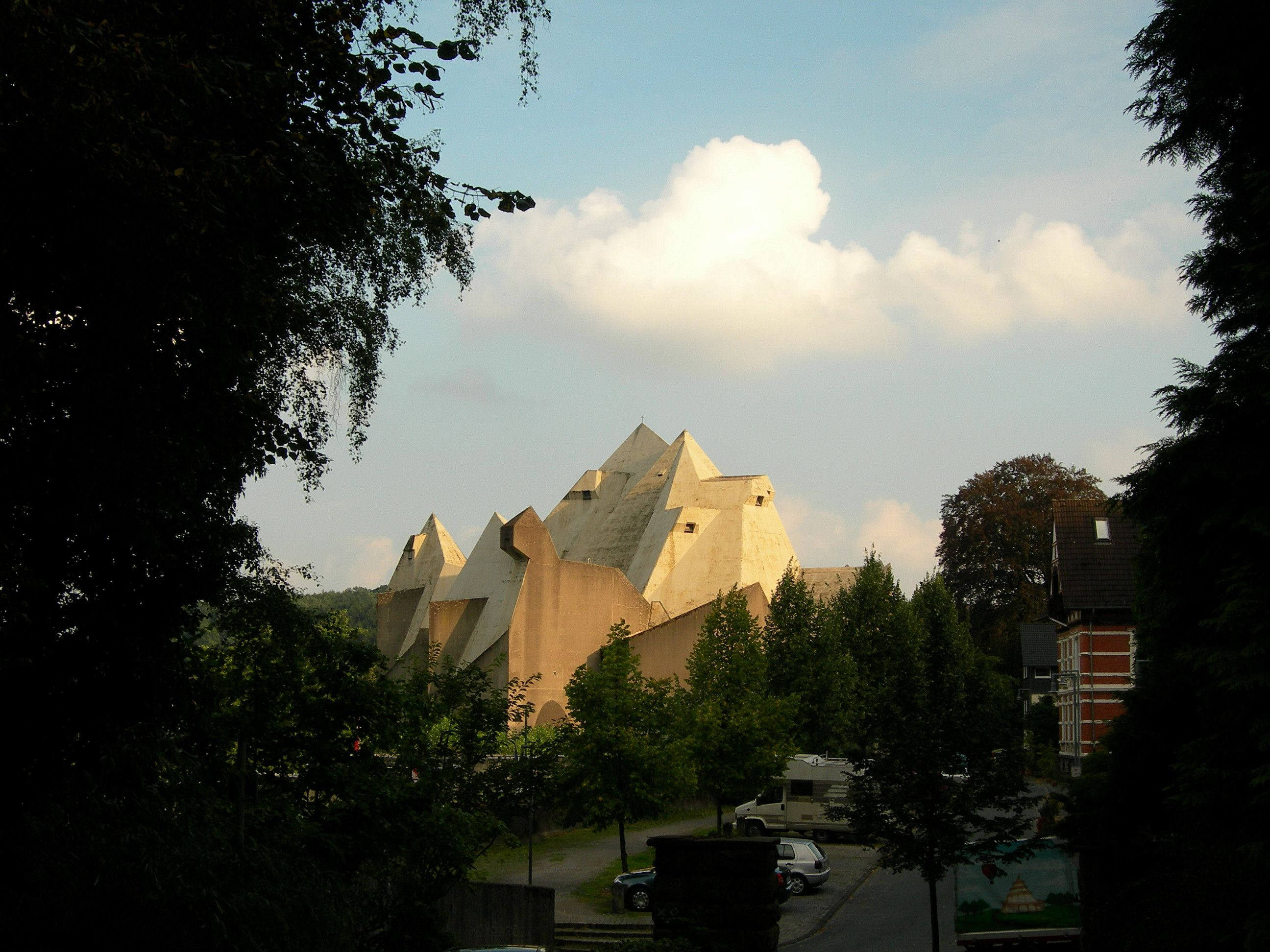
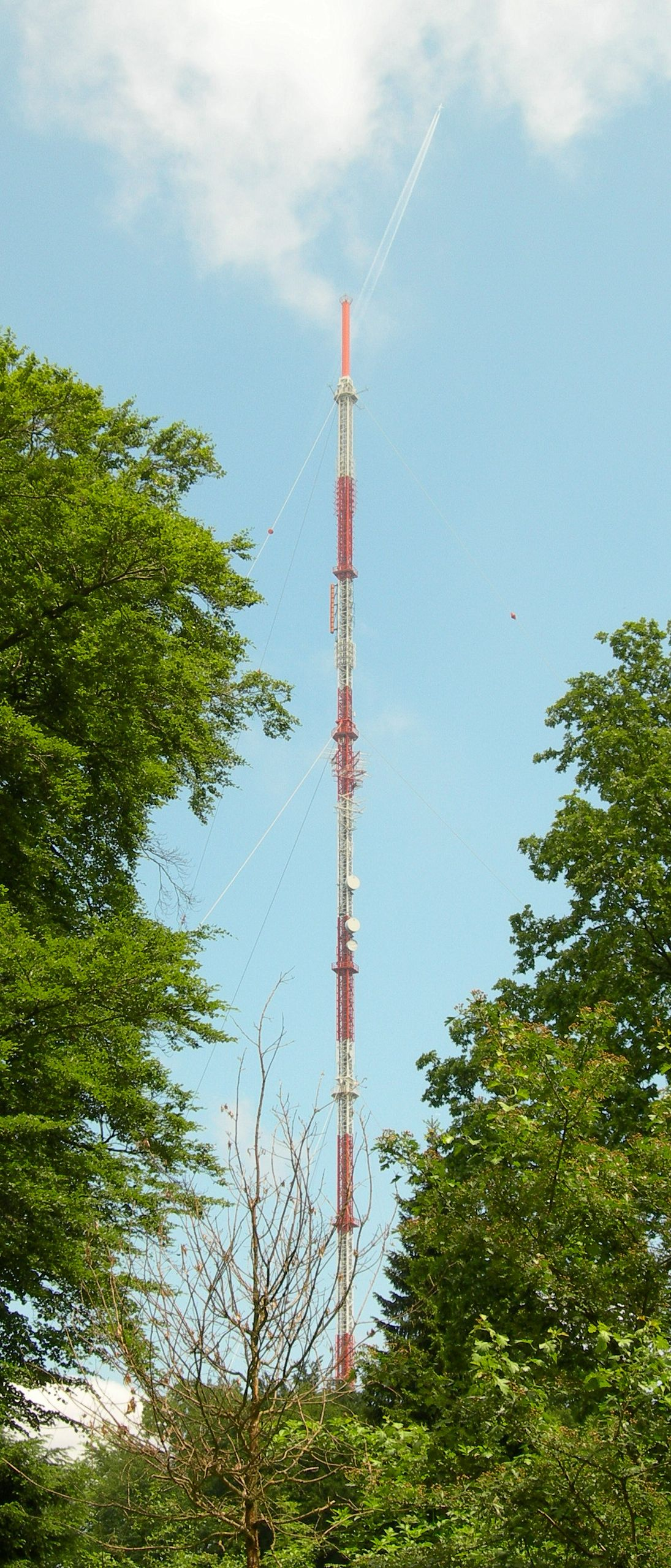
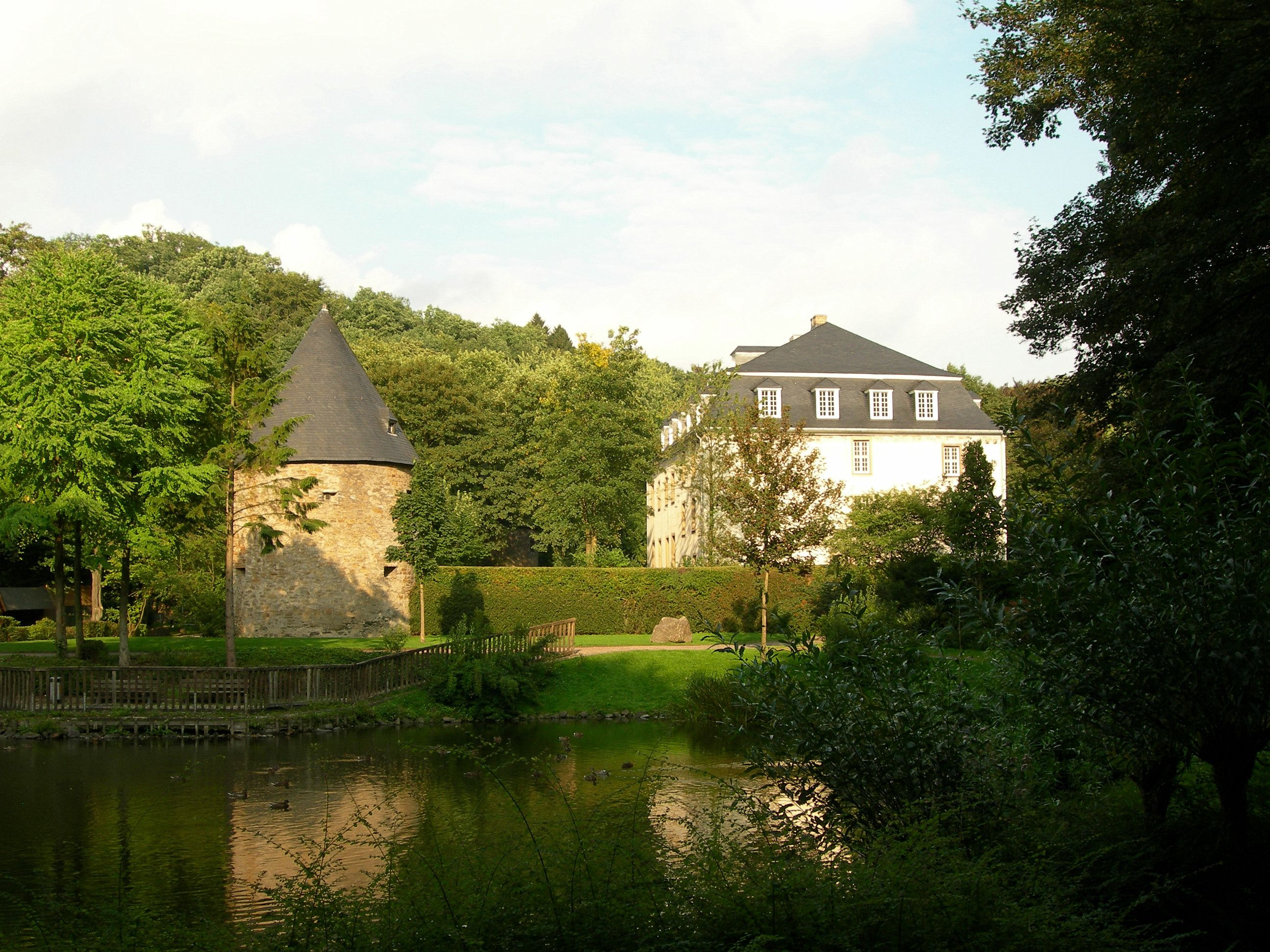
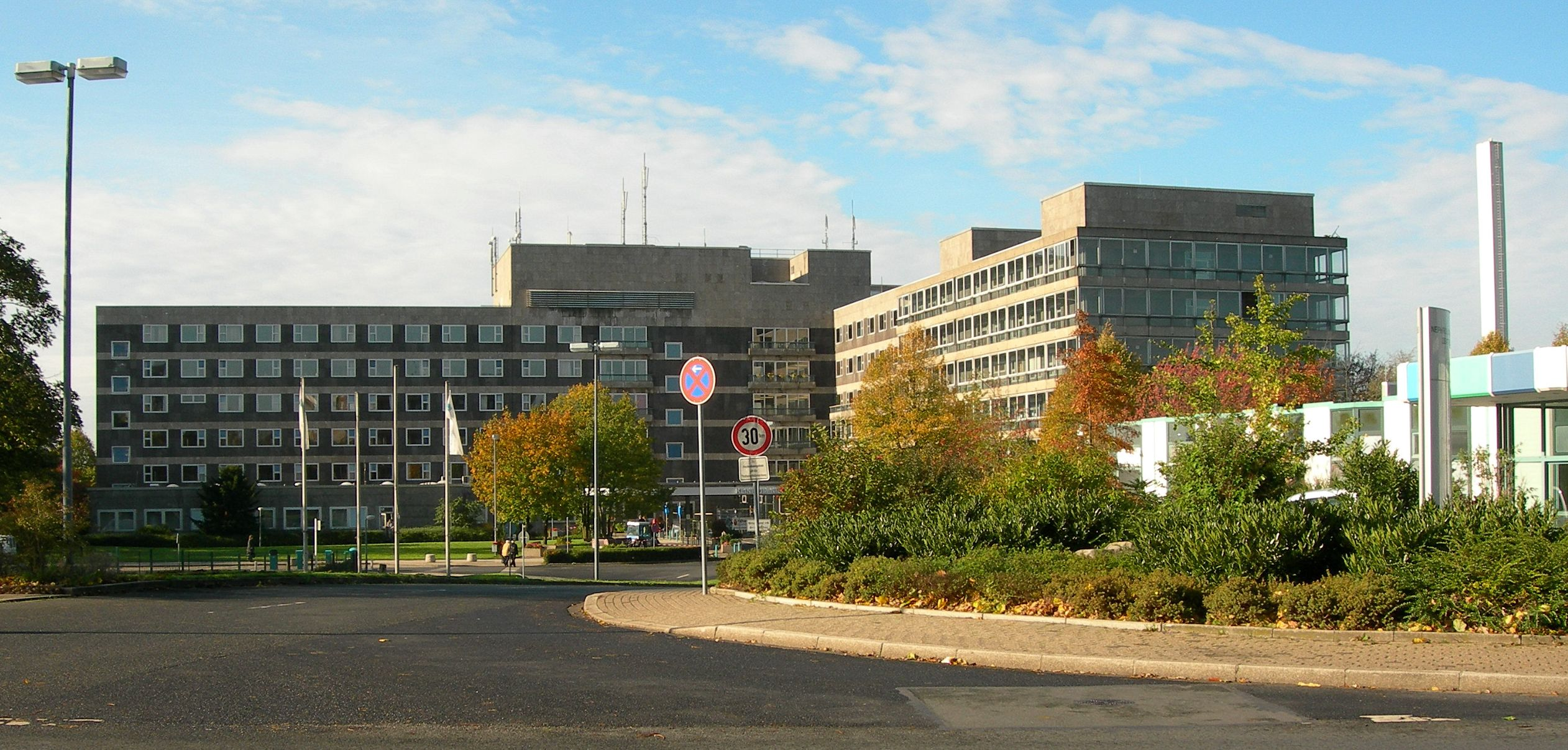
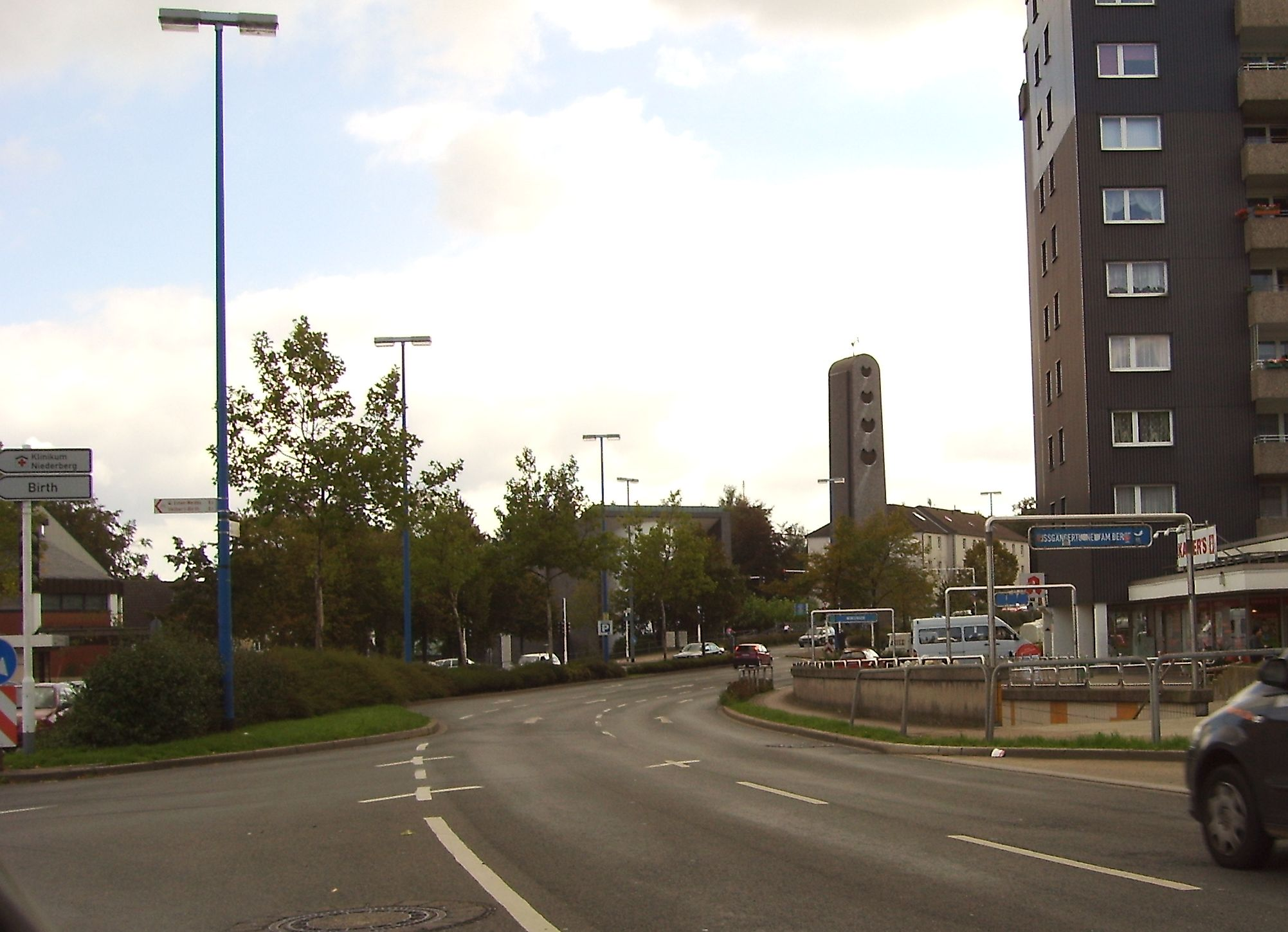
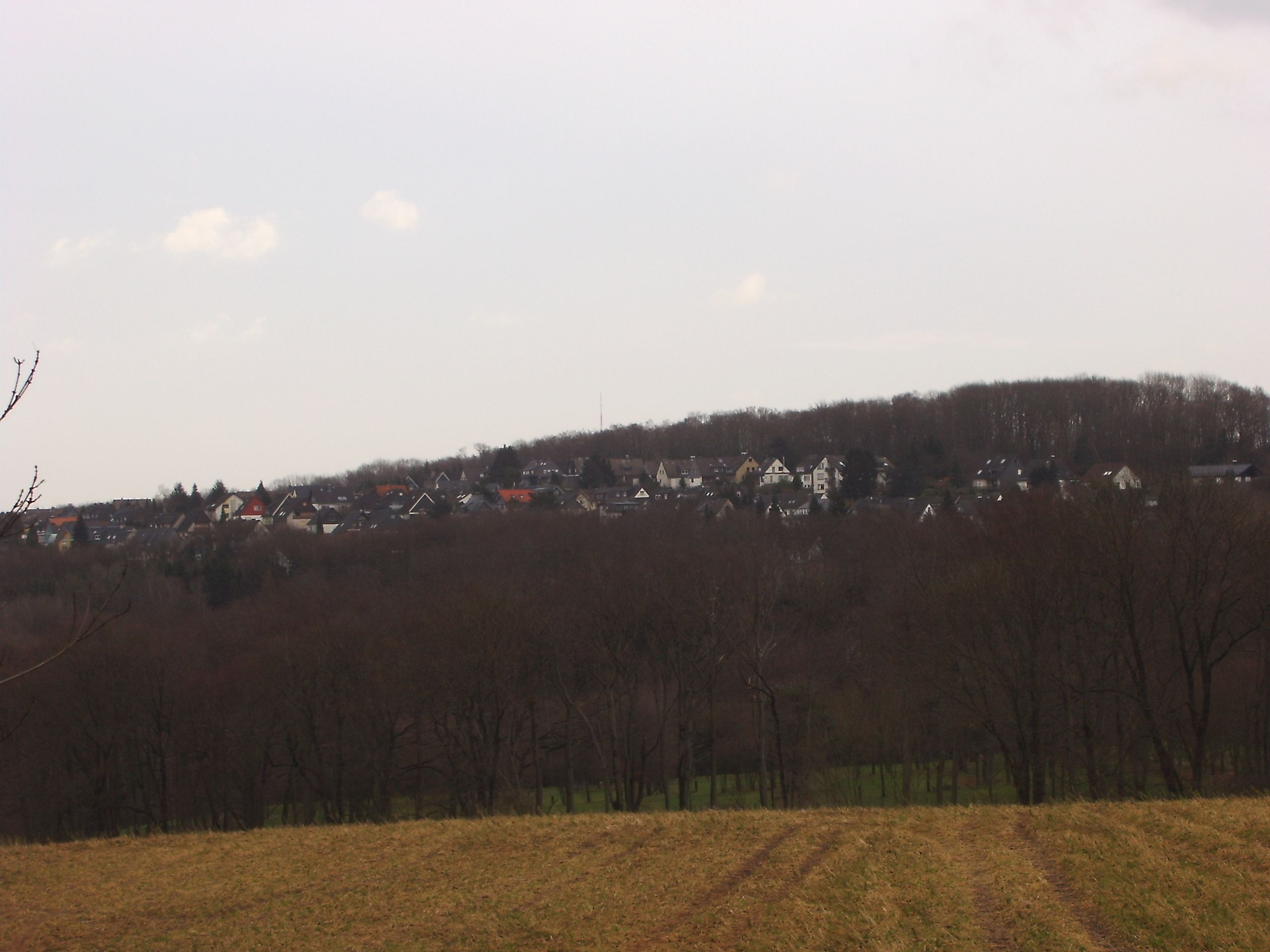